# Павел-Филипп Гогенцоллерн
Павел-Филипп Гогенцоллерн (род. 13 августа 1948, Париж, Франция) — старший сын Кароля Ламбрино. 27 января 2006 года провозгласил себя главой королевского дома Румынии. В 2020 году он был осужден вместе с бизнесменом Ремусом Труикэ и некоторыми другими бизнесменами за отмывание денег и сложные дела о взяточничестве в период с 2006 по 2013 год. Он находился в международном розыске до своего ареста в 2022 году.

## Биография
Павел родился в Париже 13 августа 1948 года. Его родителями были Кароль Ламбрино и Лена Пастор. Там он посещал иезуитскую школу. У него также сводный брат Александр (род. 1961). В тринадцатилетнем возрасте он вместе с семьёй переехал в Лондон. Там он сначала учился в Гордонстауне, где учились многие члены британской королевской семьи. Затем перешёл в школу Миллфилд которую он окончил в 1968 году. Он работал арт-дилером и застройщиком.
В 2000 году во время президентских выборов в Румынии, он баллотировался от партии Национального примирения. За него проголосовало 0,5% избирателей.
В 1996 он женился на американке Лии Джорджии Трифф. Ранее Лия состояла в отношениях с адвокатом Мелвином Белли. В браке родился один сын: Кароль Фердинанд (род. 2010). Крёстным отцом Кароля Фердинанда стал экс-президент Румынии Траян Бэсеску.
В декабре 2011 года он был назначен «послом румынско-китайской дружбы» в Пекине.  В Пекине он встретился с экс-президентом США Джимми Картером. Также Павел предложил компании Huawei инвестировать в компанию Jucu.

## Уголовное преследование
17 декабря 2020 года Высший кассационный суд приговорил его к 3 годам и 4 месяцам тюремного заключения по делу о ферме Бэняса.
Вечером полиция посетила его дом в Бухаресте, однако, по словам его жены Лии, он находился в Португалии. Полиция прибыла к нему домой в 20:30. Жена Павла Лия отказалась разговаривать с прессой. Полиция Бухареста находилась в процессе получения европейского ордера на арест и опубликовала заявление: «В отношении лица, приговоренного к тюремному заключению, учитывая, что его не нашли дома, начинается процедура судебного преследования. Деятельность по получению европейского ордера на арест и косвенно начинается международное преследование».
Он был арестован во Франции в июне 2022 года. Через 3 месяца он был освобожден из тюрьмы в ожидании суда об экстрадиции.

## Династический статус
Павел Гогенцоллерн утверждает что он является законным главой королевского дома Румынии, так как православная церковь, никогда не аннулировала брак Кароля II и его первой жены Зизи Ламбрино. Также он ссылается на решение португальского суда от 2 апреля 1955 года что его отец является законным первенцем Кароля II, и разрешил ему претендовать на фамилию Гогенцоллерн вместо Ламбрино. 6 марта 1957 года решение Португальского суда было признано во Франции.
В 1991 году он подал иск в Румынии против своего дяди, бывшего короля Михая I. Дело завершилось в феврале 2012 года, когда Высший кассационный суд распространил на Румынию решение Лиссабонского суда о признании Кароля Ламбрино сыном короля Кароля II. В 2005 году Павел заявил что в период с 1940 по 1944 годы Михай I управлял нацистским государством и поощерял убийства и депортации евреев, в результате чего призвал к казни Михая.
Когда в мае 2011 года Михай I разорвал все связи с домом Гогенцоллерн-Зигмаринген, Павел назвал это необъяснимым поступком.
В 2013 году Михай пригласил Павла на переговоры о примирении.